# Битва при Данноуре
Битва при Данноуре (яп. 壇ノ浦の戦い дан-но-ура но татакаи, «Битва в заливе Дан») — морской бой, который произошел 25 апреля 1185 года на востоке залива Данноура, территории современного города Симоносеки, между войсками родов Тайра и Минамото.

## История

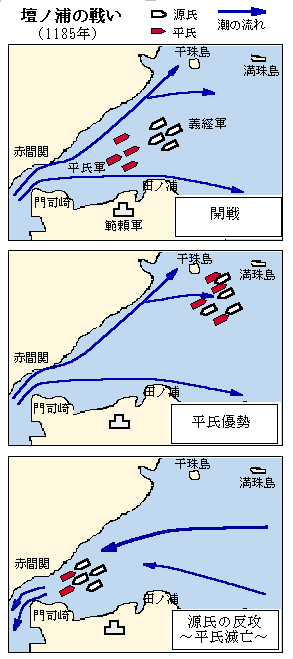
Карта битвы при Данноуре

После поражения в битве при Ясиме 22 марта 1185 года основные союзнические силы рода Тайра под командованием Тайры-но Мунэмори оставили остров Сикоку и, отправившись на запад по Внутреннему Японскому морю, прибыли к острову Хико в провинции Нагато. Там они объединились с войсками под командованием Тайра-но Томомори. Дальнейшее продвижение их сил сдерживала на севере острова Кюсю вражеская армия рода Минамото, которую возглавлял Минамото-но Нориёри. В этой ситуации Тайра решили дать решающий бой основным силам противника на море. Они отправились на восток с 500 боевыми лодками навстречу флотилии Минамото-но Ёсицунэ, насчитывавшей 840 судов.
Битва началась в полдень 25 апреля 1185 года. Начало было благоприятным для Тайра: течение залива, несущееся на восток, разбросало лодки противника, сделав их лёгкой мишенью для лучников. Однако в 2 часа дня направление течения изменилось на противоположное и переформированные силы Минамото ударили по вражеским судам, которые не могли сопротивляться силе воды и потеряли управление. К 4 часам флотилия Тайра была полностью уничтожена. Вместе с командирами и солдатами этого рода утонул малолетний Император Антоку, который унёс с собой на дно моря одну из реликвий Императорского дома — священный меч Аманомуракумо. Самураи Минамото-но Ёсицунэ успели спасти только две другие реликвии, мать утонувшего Императора и вражеских командиров: Тайра-но Мунэмори с сыном. Последние были вскоре казнены.
Битва при Данноуре ознаменовала конец правления рода Тайра и обеспечила гегемонию рода Минамото в Японии. Она стала последней ступенькой на пути создания Камакурского сёгуната, первого самурайского правительства.
Битва считается одной из самых масштабных в истории Японии. На основе тогдашних событий было сложено много художественных и литературных произведений, в частности «Повесть о доме Тайра».

## В кино
- «Кайдан» / Kaidan — режиссер Масаки Кобаяси (Япония, 1964)